# 阿尔克斯
阿尔克斯（法語：Arx，法語發音：[aʁks]）是法国朗德省的一个市镇，属于蒙德马桑区。

## 地理
阿尔克斯（44°6'23"N, 0°4'29"E）面积24.18 平方千米，位于法国新阿基坦大区朗德省，该省份为法国西南部沿海省份，是法國本土面积第二大的省，北起吉倫特省，西临大西洋，南至大西洋比利牛斯省，东临热尔省，东北与洛特-加龍省接壤。
与阿尔克斯接壤的市镇（或旧市镇、城区）包括：博迪尼昂、吕邦、兰贝兹和博迪耶茨、布塞斯、雷奥利斯、索斯、迪朗斯。

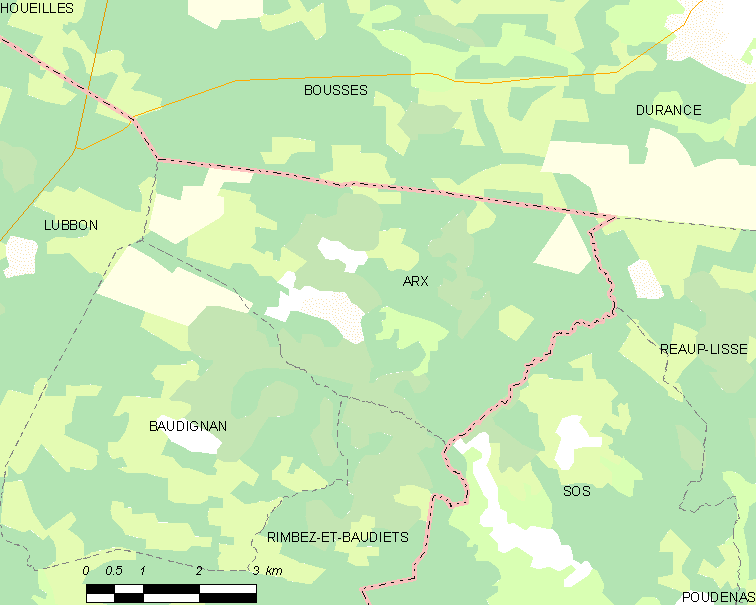
阿尔克斯的OSM定位图

阿尔克斯的时区为UTC+01:00、UTC+02:00（夏令时）。

## 行政
阿尔克斯的邮政编码为40310，INSEE市镇编码为40015。

## 政治
阿尔克斯所属的省级选区为上朗德-阿马尼亚克县。

## 人口

1962-2008年间阿尔克斯人口变化图示

阿尔克斯于2022年1月1日时的人口数量为51人。